# Steiner Lajos (sakkozó)
Steiner Lajos (Nagyvárad, 1903. június 14. – Sydney, 1975. április 22.) magyar születésű ausztrál sakkozó, nemzetközi mester, sakkolimpiai bajnok, kétszeres magyar bajnok, négyszeres ausztrál bajnok, szakíró.

## Élete és sakkpályafutása
Négy gyermekes zsidó családban született. Apja Steiner Bernát matematikatanár, anyja Schwartz Cecilia. Testvére Endre sakkolimpiai bajnok, apja erős klubjátékos volt, 1907-ben a Székesfehérváron rendezett nemzeti tornán legyőzte a fiatal Réti Richárdot, és a későbbi győztes Forgács Leót is. Apja orvosi ellátás hiánya miatt, Endre testvére munkaszolgálatosként a 2. világháború idején haltak meg.
Budapesten műszaki középiskolában, a Markó utcai Reálgimnáziumban végzett, majd 1926-ban a németországi Mittweida Technikumban szerzett gépészmérnöki diplomát. Az 1920-as években két évet töltött az Amerikai Egyesült Államokban mérnöki gyakorlaton.
19 éves korában, 1922-ben szerezte meg a mesteri címet, a szövetség mesteri főtornájának megnyerésével. Egyik legnagyobb versenysikerét 1927-ben érte el, amikor az 1927. évi kecskeméti nemzetközi versenyen Aljechin mögött holtversenyben Aaron Nimzowitschcsal a 2. helyen végzett.
Az 1930-as években profi sakkversenyző volt. A két magyar bajnoki cím (1931 és 1936) mellett ebben az időszakban a legjobb eredményei: Ostrava, (1933, holtversenyben a második), Maribor, (1934, holtversenyben az első) és Bécsben (1935, holtversenyben az első.)
1936-ban Ausztráliában turnézott. 100%-os teljesítménnyel nyerte meg az 1936/37. évi ausztrál bajnokságot, de mint külföldi, nem volt jogosult a cím viselésére. 1939-ben kivándorolt Ausztráliába. Még ebben az évben feleségül vette Augusta Edna Kingstont, aki szintén sakkozó volt, hatszor nyerte meg Új-Dél-Wales női sakkbajnokságát. Mivel a sakkból nem tudott megélni, ezért rajzolóként dolgozni kezdett.
1944-ben kapta meg az ausztrál állampolgárságot. Ezután 4 alkalommal (1945, 1946/47, 1952/53 és 1958/59) nyerte meg az ausztrál sakkbajnokságot és 9 alkalommal lett Új-Dél-Wales bajnoka.
Emigrációjából csak egy alkalommal tért vissza Európába, 1949-ben. Ekkor három versenyen vett részt: Karlovy Varyban, Budapesten és Saltsjöbadenben. 1950-ben nemzetközi mesteri címet kapott. Mivel ezt követően nem játszott nagy nemzetközi versenyen, nem érte el a nagymesteri címet.
1975-ben halt meg Sydneyben.

## Játékereje
A Chessmetrics historikus pontszámításai szerint a legmagasabb Élő-pontszáma 2654 volt 1938 januárban, amellyel akkor 12. volt a világranglistán. A világranglistán a legelőkelőbb helyezése a 11. volt, amelyet 1937 júliusban és augusztusban tartott. A legmagasabb egyénileg teljesített performance-értéke 2728 volt, amelyet 1927-ben a Kecskeméten rendezett nemzetközi versenyen ért el, ahol Aljechin mögött a 2. helyet szerezte meg.

## Olimpiai szereplései
Három  hivatalos és egy nem hivatalos  sakkolimpián 69 partit játszott magyar színekben és 45,5 pontot szerzett.  Összesen csapatban 1 arany, egyéniben 1 ezüst és 1 bronzérmet nyert a magyar csapattal.
| Év   | Olimpia                            | Helyszín                         | Tábla | Győzelem | Vereség | Döntetlen | %    | Helyezés egyéni | Helyezés csapat |
| 1931 | 4. sakkolimpia                     | Prága ( Csehszlovákia)           | 2     | 10       | 3       | 4         | 70.6 | Bronzérem       | 10              |
| 1933 | 5. sakkolimpia                     | Folkestone ( Egyesült Királyság) | 2     | 5        | 4       | 5         | 53.6 | 8               | 5               |
| 1935 | 6. sakkolimpia                     | Varsó ( Lengyelország)           | 1     | 7        | 4       | 7         | 58.3 | 8               | 4               |
| 1936 | Harmadik nem hivatalos sakkolimpia | München ( Németország)           | 2     | 13       | 2       | 5         | 77.5 | Ezüstérem       | Aranyérem       |

Olimpiai eredményeinek emlékét a világon egyedülállő sakkolimpiai emlékmű is őrzi Pakson.

## Kiemelkedő versenyeredményei
- 1-2. helyezés: Budapest, Főtorna döntő (1922)
- 1-2. helyezés: Budapest, amatőrbajnokság döntő (1923)
- 1. helyezés: Portsmouth, főtorna döntő (1923)
- 1. helyezés: Meissen, a Szász Sakkszövetség versenye (1924)
- 1. helyezés. Mittweida, helyi verseny (1924)
- 2. helyezés: Budapest (1925)
- 3-4. helyezés: Chemnitz, a Szász Sakkszövetség versenye (1925)
- 1. helyezés: Kecskemét, nemzetközi mesterverseny elődöntő (1927)
- 2-3. helyezés: Kecskemét, nemzetközi mesterverseny döntő (1927)
- 1. helyezés: Schandau, a Szász Sakkszövetség versenye (1927)
- 2. helyezés: Hastings, nemzetközi mesterverseny (1927)
- 2. helyezés: Bradley Beach (1927/28)
- 2. helyezés: Bradley Beach (1929)
- 1. helyezés: Budapest (1931) magyar bajnokság (Szávay-emlékverseny)
- 3-4. helyezés: Hastings, nemzetközi mesterverseny (1932/33)
- 2-3. helyezés: Ostrava, nemzetközi mesterverseny (1933)
- 1-2. helyezés: Maribor, nemzetközi mesterverseny (1934)
- 1. helyezés: Budapest, Kempelen-emlékverseny (1935)
- 1-2. helyezés: Bécs, 18. Trebitsch emlékverseny (1935)
- 1. helyezés: Budapest (1936) magyar bajnokság
- 3. helyezés: Budapest, Barász-emlékverseny (1936)
- 1. helyezés: Perth, ausztrál bajnokság (1936)
- 3. helyezés: Sydney, mesterverseny (1936)
- 1. helyezés: Melbourne, mesterverseny (1936)
- 2. helyezés: Brno (1937)
- 3. helyezés: Sopot (1937)
- 1. helyezés: Bécs, 20. Trebitsch-emlékverseny (1938)
- 3-4. helyezés: Ljubljana (1938)

## Megjelent művei
- Sakkiskola, Kecskemét, (1935)
- Lajos Steiner: Kings of the Chess Board 1948. A Selection of 26 Games from Saltsjöbaden, Budapest, Carlsbad and London. M. E. Goldstein und H. Falconer, Roseville New South Wales 1948.

## Róla szóló könyvek, cikkek
- Arpád Walter Földeák: Lajos Steiner. The Chess Player, Nottingham 1997.
- John S. Purdy: Steiner, Lajos (1903–1975). In: Douglas Pike (Hrsg.): Australian Dictionary of Biography. Melbourne University Press, Carlton, Victoria 1966 ff. (englisch)
- Jan-Peter Domschke u. a.: Mittweidas Ingenieure in aller Welt. Hochschule Mittweida (Hrsg.): Mittweida 2004, S. 114f.
- C. Chua, Australian Chess at the Top (Adel, 1998)
- Chess World, 1 Mar 1948, p 50, July 1954, p 157, May 1959, p 116
- Sydney Morning Herald, 31 July 1936, 29 May 1945, 25 Apr 1975
- Smith's Weekly (Sydney), 4 May 1946